# Ekweeconfractus
Ekweeconfractus — викопний рід тератодонтових гієнодонтів, відомих із родовищ віком 17 мільйонів років у Кенії. Відомий за єдиним черепом. За оцінками, він важив ≈ 15 кг, за розміром схожий на велику лисицю. Рід містить лише один відомий вид, Ekweeconfractus amorui.